# Affaire Sarrasin-Doyonnas
 (août 2019).
Si vous disposez d'ouvrages ou d'articles de référence ou si vous connaissez des sites web de qualité traitant du thème abordé ici, merci de compléter l'article en donnant les références utiles à sa vérifiabilité et en les liant à la section « Notes et références ».
 (septembre 2019).
L'affaire Sarrasin-Doyonnas ou affaire du Minitel Rose ou affaire Sébastien Faisant, est une affaire criminelle française qui débute le 13 octobre 1995 à Montagnat dans l'Ain par la découverte du corps mutilé de Sébastien Faisant, 24 ans, un étudiant qui finançait ses études en étant employé dans un sex shop. L'enquête mènera la police à découvrir que ses assassins, Patrick Sarrasin et Danielle Doyonnas, adeptes du Minitel rose et de soirées échangistes, avaient un an plus tôt tué le mari de Danielle, Gilles Doyonnas, d'une balle dans la tête avant de maquiller le meurtre en un accident de la route. 

## Les faits
Le 13 octobre 1995 à Montagnat, le cadavre de Sébastien Faisant est découvert par un agriculteur au fond d'un fossé dans un bois. On lui a tiré trois balles dans la tête : une dans chaque tempe et une à la base du crâne. De plus, il a été égorgé. Le bois où le corps a été retrouvé est réputé pour abriter les ébats de couples échangistes, d'exhibitionnistes et de prostitués. Dans l'une des poches du cadavre, on trouve un papier où il est écrit les mots « Bruno et Chantal ».

## Enquêtes

### Enquête liée au décès de Sébastien Faisant
Les enquêteurs apprennent que Sébastien Faisant était étudiant, il finançait ses études en travaillant comme employé dans un sex shop. En interrogeant son frère, ils découvrent que Sébastien était adepte du Minitel rose qu'il utilisait pour faire des rencontres. Grâce aux relevés de connexion, ils découvrent que Sébastien avait eu un rendez-vous avec Patrick Sarrasin, 41 ans, et Danielle Doyonnas, 33 ans, qui se faisaient appeler Bruno et Chantal.
Danielle est veuve depuis plus d'un an, elle a trois enfants et a refait sa vie avec Patrick. Lors de l'interrogatoire, Danielle et Patrick avouent le meurtre de Sébastien Faisant : Danielle sert d'appât pour l'attirer, à 2 heures du matin et une fois sur le lieu du crime, elle lui propose alors un jeu de domination qui consiste à le menotter, il accepte. Lorsque Sébastien est entravé, Patrick surgit alors et le menace avec une arme à feu. Ils lui soutireront les 100 francs qu'il portait sur lui ainsi que ses deux cartes bleues et le forcent à leur donner les codes. Patrick abat alors Sébastien de trois balles, une dans chaque tempe et une à la base du crâne. Il expliquera que comme Sébastien faisait du bruit en agonisant, alors il a décidé de l'égorger pour le faire taire.
Il s'avèrera que Sébastien Faisant n'avait pas donné les bons codes de ses cartes bleues : elles seront avalées par un distributeur après que ses agresseurs eurent fait plusieurs tentatives de retrait infructueuses.
Il a été avéré que par la suite Patrick Sarrasin et Danielle Doyonnas ont pillé le coffre de la voiture de Sébastien dans lequel ils ont trouvé plusieurs cassettes vidéo pornographiques. Ils expliquent qu'une fois rentrés chez eux, ils les ont visionnées avant de faire l'amour, et que le lendemain, Danielle a confectionné plusieurs tartes et gâteaux pour accueillir chez eux un couple avec lequel ils ont fait l'amour la nuit suivante.

### Enquête liée au décès de Gilles Doyonnas
À la suite de ces aveux, les gendarmes s'interrogent sur la possibilité que ce meurtre ne soit pas le premier du couple Sarrasin-Doyonnas. Il s'interrogent alors concernant le décès de Gilles Doyonnas, le mari de Danielle, survenu 14 mois plus tôt.
Le 4 juillet 1994, dans sa voiture sur une route de montagne, Gilles Doyonnas meurt dans ce que l'enquête conclura alors être un accident de la route dû à l'alcool. Le frère de Gilles avait toutefois soulevé une incohérence : la tête de la victime présentait une bosse à l'arrière du crâne alors que le choc avait été frontal. Cet élément n'avait pas retenu l'attention des enquêteurs.
Un an plus tard, les gendarmes font exhumer le corps de Gilles Doyonnas. Une autopsie est pratiquée, la radiographie du cadavre met alors en évidence la présence d'une balle dans sa tête.
Interrogé, Patrick Sarrasin avouera avoir tenté à quatre reprises d'assassiner Gilles Doyonnas avec la complicité de sa femme, la quatrième ayant été couronnée de succès.
- Première tentative. Alors qu'ils sont dans leur chambre à coucher, Danielle sert à Gilles un verre de whisky dans lequel elle a pilé deux comprimés de Tranxène. Patrick Sarrasin surgit alors et lui assène un coup de barre de fer sur la tête. Ils le chargent dans la Peugeot 405 de Gilles, l'emmènent jusqu'au col du Berthiand au niveau d'un virage qui surplombe un ravin de plusieurs dizaines de mètres de haut. Ils mettent Gilles au volant puis poussent la voiture dans un ravin. Mais dans son mouvement, la voiture se retrouvera coincée en équilibre. Gilles rentrera chez lui en pensant avoir eu un accident, mais sans comprendre comment il en est arrivé là. Il mentionnera toutefois cet accident à son père.
- Deuxième tentative. La seconde tentative est similaire à la première jusqu'au moment d'arriver au niveau du col. À cet instant, Gilles se réveille et voit sa femme et Patrick qu'il ne connaît pas. Patrick feint alors d'avoir kidnappé le couple et pour donner du crédit à ses allégations, il fait ensuite semblant de violer Danielle devant les yeux de son mari. Puis Patrick fera mine d'enlever Danielle qui réapparaîtra seulement deux jours plus tard. Gilles ne portera pas plainte.
- Troisième tentative. Cette tentative se déroule dans le garage de Gilles Doyonnas. À distance, Patrick Sarrasin tire une balle sur Gilles juste au moment où celui-ci se penche pour refaire un lacet. La balle manquera sa cible et se figera dans le mur du garage. Elle sera retrouvée bien plus tard par la police.
- Quatrième tentative. Un soir, dès que son mari rentre du travail, Danielle lui propose de boire un whisky-orange dans lequel elle a mélangé du somnifère. Une fois Gilles endormi, Patrick Sarrasin surgit et lui met un oreiller sur la tête pour amortir les bruits et ainsi éviter de réveiller les enfants. À travers l'oreiller, il lui tire une balle dans le conduit de l'oreille pour éviter de créer un orifice identifiable par la police au niveau de la tête. Avec sa maîtresse, ils entourent la tête dans un sac pour éviter de créer des traces de sang, puis Danielle nettoie la chambre pendant que Patrick charge le corps dans la Peugeot de Gilles. Patrick conduit la voiture jusqu'au col du Berthiand au niveau du virage et de son ravin. Il met alors le cadavre de Gilles au volant, lui retire le sac plastique de la tête, puis pousse la voiture. Cette fois-ci, la voiture tombe au fond du ravin comme prévu.

Les détails de cette dernière tentative lui ont été inspirés en écoutant une émission de Pierre Bellemare sur Europe 1 consacrée aux crimes.
L'enquête mènera à percevoir Danielle comme une mère de famille lassée qui aura trouvé de nouvelles perspectives de vie sexuelle sur le Minitel rose. Les factures liées aux connexions sur Minitel devenant conséquentes, Gilles aura un doute et chargera la gouvernante d'espionner Danielle. L'employée de maison découvrira la véritable nature des connexions sur le Minitel. Elle racontera que Danielle avait alors changé de comportement, faisant désormais beaucoup plus attention à son allure générale, ses tenues qui devenaient de plus en plus courtes, à son maquillage. Danielle avait alors commencé à s'absenter de plus en plus fréquemment dans la journée et pendant des périodes de plus en plus longues. Jusqu'au jour où Patrick était apparu et qu'ils étaient finalement devenus amants.
L'enquête établira que Patrick ne travaillait pas, mais qu'il racontait à Danielle vivre de courses de motos et avoir été agent-secret. Patrick aurait senti de la détresse dans la vie de Danielle et aurait perçu la maison des Doyonnas comme un objectif à acquérir moyennant le meurtre de Gilles.
À la suite du décès de Gilles, la présence d'une bosse derrière la nuque ainsi que l'anecdote de la voiture suspendue au-dessus du ravin à l'endroit où il est mort mènent la famille du défunt à avoir des doutes sur la bonne foi et sur les intentions de Danielle. Les parents de Gilles font donc savoir à Danielle que sa présence n'est pas désirée aux funérailles de son mari, toutefois la famille ne porte pas plainte. Les gendarmes classent donc le décès de Gilles comme étant la conséquence d'un accident de la route.

## Procès
Il s'ouvre le 30 novembre 1999 devant la cour d'assises de l'Ain.
La ligne de défense de Danielle consiste à accuser Patrick de l'avoir manipulée. Les expertises psychiatriques vont dans ce sens en pointant Patrick Sarrasin comme un pervers narcissique. La partie civile relèvera toutefois que Danielle Doyonnas a été active à la fois dans l'assassinat de son mari, via l'administration d'un somnifère à trois reprises, comme dans celui de Sébastien Faisant, en l'attirant dans un piège.
Verdict :
- Patrick Sarrasin sera condamné à la réclusion criminelle à perpétuité pour deux assassinats.
- Danielle Doyonnas sera condamnée à 30 ans de réclusion criminelle pour ses deux complicités d'assassinat.

### Médiagraphie

#### Documentaire télévisé
- « Sexe, crime et perversité : l'affaire Sarrasin » (premier reportage) le 26 juin 2013 dans Enquêtes criminelles : le magazine des faits divers sur W9.
- « Affaire Sarrasin-Doyonnas, les assassins du minitel rose » le 13 mai 2023 dans Au bout de l'enquête, la fin du crime parfait ? sur France 2.

#### Documentaire radiophonique
- « L'affaire Sarrasin : meurtre au temps du Minitel rose25 janvier 2019 dans l'émission Hondelatte raconte », sur Europe1